# أنسي ساويرس
أنسي نجيب ساويرس (14 أغسطس 1930 - 29 يونيو 2021) أحد أبرز رجال الأعمال المصريين. مؤسس ورئيس مجموعة أوراسكوم.
ولد في سوهاج لعائلة قبطية. حصل على بكالوريوس الزراعة من جامعة القاهرة عام 1950. كانت انطلاقته في الخمسينات من خلال شركة مقاولات اسمها «أنسي ولمعي» كان نشاطها في مجال تمهيد الطرق وحفر ترع الري.
عام 1961 أممت الشركة جزئيًا ثم كليًا وبقي ساويرس على رأسها خمس سنوات ، ثم تم إدماج شركته مع شركة عبود باشا وشركة بلجيكية تحت اسم شركة النصر للأعمال المدنية قبل أن يهاجر إلى ليبيا سنة 1966. عمل هناك في المقاولات قبل العودة إلى مصر في منتصف السبعينات.
في عام 1976، أسس شركة «أوراسكوم للمقاولات العامة والتجارة» والتي أصبحت فيما بعد أوراسكوم للصناعات الإنشائية. توسع نشاط الشركة في الثمانينات والتسعينات، ليشمل السياحة والفنادق وخدمات الحاسوب وخدمات الهاتف المحمول، لتصبح المجموعة من أضخم الشركات المصرية.
قدرت مجلة فوربس سنة 2010 ثروته بـ 3.1 مليارات دولار.
كان أنسي ساويرس متزوجًا من السيدة «يسرية لوزة» وخلف ثلاثة أولاد نجيب، سميح، ناصف الذين يقودون مختلف شركات المجموعة.

## الوفاة
أصيب أنسي ساويرس بفشل كلوي دخل على أثره أحد المستشفيات بمنتجع الجونة في الغردقة وتوفي هناك عن عمر ناهز الحادية والتسعين.